# Мечеть Гаджи Эйбат
Мечеть Гаджи Эйбат (азерб. Hacı Heybət məscidi) — мечеть XVIII века на улице Кичик Гала в историческом районе Старый город столицы Азербайджана Баку.

## История
Мечеть Гаджи Эйбат была построена в 1791 году (1206-й календарь Хиджри) архитектором Гаджи Эйбат Амиром Али оглу.

## Архитектурные особенности
Мечеть расположена в одном из рядов кварталов Ичери-шехер. План мечети имеет форму четырехугольника. Архитектурный план мечети состоит из вестибюля, молельной комнаты и комнаты с нишами для поклонения.
Мечеть относится к Ширвано-апшеронской архитектурной школе. Состоит из каменных куполов и остроконечных арок.
Над входом имеется китабе с эпиграфическими надписями на темы из Корана, а также информация об архитекторе памятника. Внутри мечети есть могила архитектора и его жены.

## Галерея

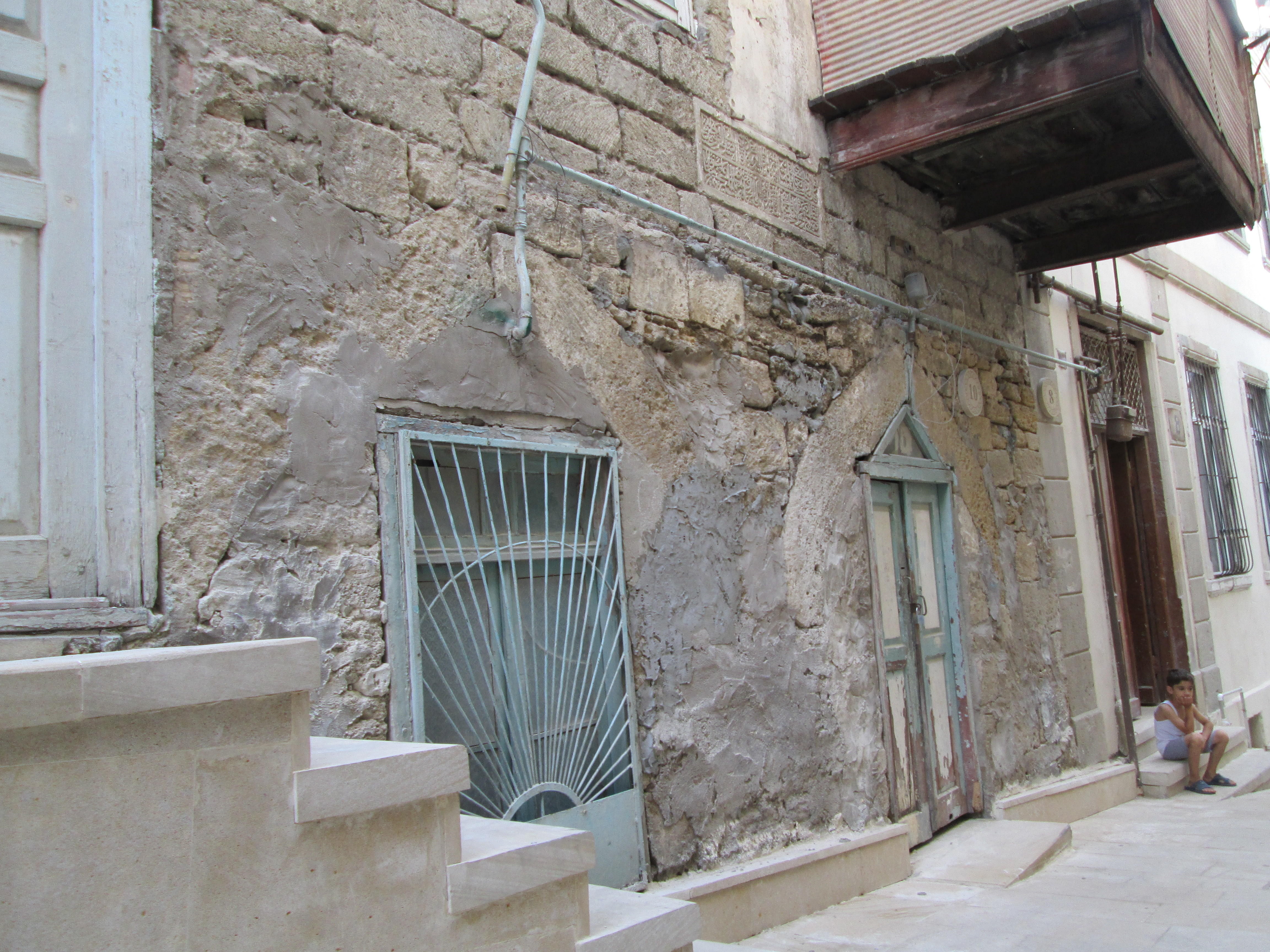
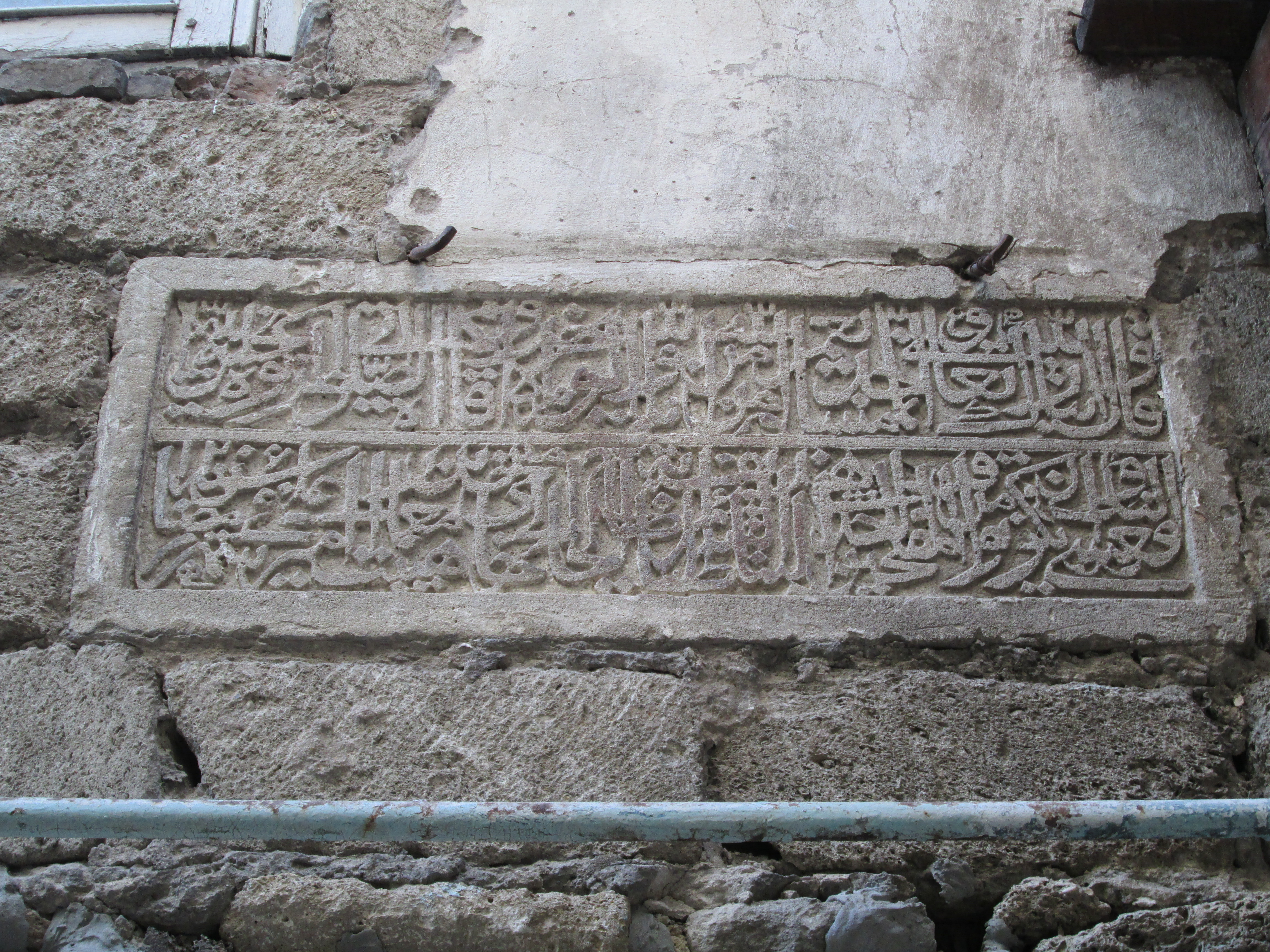
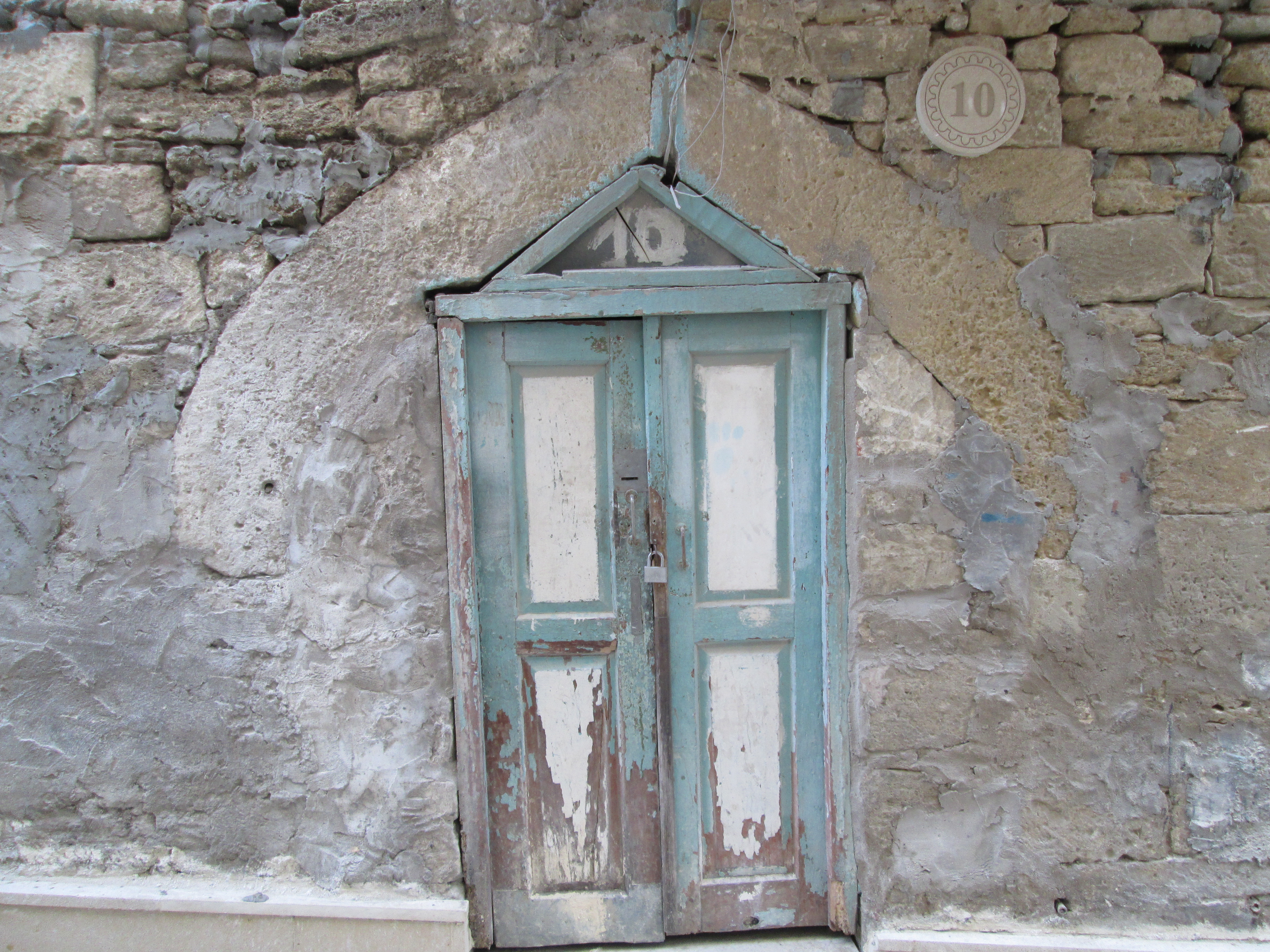